# Guineotetta distensa
Guineotetta distensa är en insektsart som beskrevs av Young 1986. Guineotetta distensa ingår i släktet Guineotetta och familjen dvärgstritar. Inga underarter finns listade i Catalogue of Life.